# Рождественское сельское поселение (Белгородская область)
Рожде́ственское се́льское поселе́ние — упразднённое муниципальное образование в составе Валуйского района Белгородской области Российской Федерации.
Административный центр — село Рождествено.
19 апреля 2018 года упразднено при преобразовании Валуйского района в Валуйский городской округ.

## География
Общая площадь поселения: 19303,23 га, в т.ч. земель сельхозугодий: 14984,44. Протяженность дорог: 56,6 км.

## История
Рождественское сельское поселение образовано 20 декабря 2004 года в соответствии с Законом Белгородской области № 159.

## Население
| 2010  | 2011  | 2012  | 2013  | 2014  | 2015  | 2016  |
| ----- | ----- | ----- | ----- | ----- | ----- | ----- |
| 2990  | ↘2979 | ↘2928 | ↘2919 | ↘2866 | ↗2893 | ↘2872 |
| 2017  | 2018  |       |       |       |       |       |
| ↘2866 | ↘2800 |       |       |       |       |       |

## Состав сельского поселения
| №  | Населённый пункт | Тип населённого пункта       | Население |
| -- | ---------------- | ---------------------------- | --------- |
| 1  | Верхний Моисей   | село                         | ↘30       |
| 2  | Лучка            | село                         | ↘133      |
| 3  | Майское          | село                         | ↗46       |
| 4  | Масловка         | село                         | ↘110      |
| 5  | Новоказацкое     | село                         | ↘371      |
| 6  | Ровное           | посёлок                      | ↘212      |
| 7  | Рождествено      | село, административный центр | ↘1499     |
| 8  | Селиваново       | село                         | ↗421      |
| 9  | Филиппово        | село                         | ↘81       |
| 10 | Шушпаново        | село                         | ↘87       |